# Orientação vocacional
A orientação vocacional é uma ferramenta para identificar atributos pessoais de um indivíduo que podem contribuir positivamente em seu sucesso e em sua satisfação profissionais.
As orientações vocacionais também cumprem um papel relevante como ferramenta de direcionamento para escolhas informadas no campo do trabalho, sendo ministrados no setor de recursos humanos de empresas, em feiras profissionais, aconselhamentos em escolas e universidades e em outros contextos.

## Metodologia e eficácia
A eficácia da orientação vocacional é um assunto de disputa. Não existem estudos sistemáticos que revelem dados sobre a quantidade de vezes que as pessoas mudam de carreira durante a vida.
A orientação vocacional pode assumir a forma de um aconselhamento subjetivo por um profissional, da aplicação de testes objetivos e da combinação de ambas as opções.
A assistência direta de profissionais do ramo da Psicologia trará possibilidades tão abrangentes quanto são os ramos dessa disciplina, incluindo a aplicação de testes, análises e consultas. Os Códigos de Holland ou Temas Ocupacionais de Holland (RIASEC) compõem um quadro referencial usado para indicar e relacionar traços de personalidade e afinidades ocupacionais. É usado pelo Departamento do Trabalho dos Estados Unidos desde os fins da década de 1990.
Outros métodos também servem de referência, tanto para a identificação dos traços preponderantes de personalidade no indivíduo – como o Indicador Myers-Briggs/INTJ – quanto para o direcionamento das escolhas profissionais – como o Career Exploration Survey (CES) e o Career Decision Scale (CDS).

## Testes vocacionais no Brasil
Atualmente, tramita no Senado Federal brasileiro um projeto-lei que modifica a Lei de Diretrizes e Bases da Educação Nacional para instituir oferta de serviço de orientação profissional especializado na educação básica pública.